# Erax curiatius
Erax curiatius là một loài ruồi trong họ Asilidae. Erax curiatius được Walker miêu tả năm 1849.